# Academie
Academiile (în greacă veche Ἀκαδήμεια, Akademia după numele eroului mitologic Academos) sunt cele mai marcante institute culturale ale unei țari, iar membrii acestora, academicienii, reprezintă personalități proeminente atât ale culturii proprii cât și a altor spații culturale decât ale țarii de origine.

## Etimologie, utilizare
În prezent, cuvântul academie are mai multe sensuri:
1. Denumire dată încă din antichitate (a se vedea și Academia platonică) unor asociații de oameni de știință, literați, artiști, care constituiau nuclee ale activității culturale din țările respective. În vremea renașterii s-a înființat Academia platonică din Florența care a funcționat din 1459 pânâ în 1521. Cele mai vechi academii moderne sunt Academia della Crusca din Florența (1582), Academia franceză, cu sediul la Paris (1635), Royal Society of London (1662), Societät der Wissenschaften din Berlin (1700), Real Academia Española din Madrid (1713), Academia din Sankt Petersburg (1724), Svenska Academien din Stockholm (1741), Academie Royale de Belgique din Bruxelles (1772), American Academy of Arts and Sciences din Boston (1780), Academia maghiară de științe din Budapesta (1825) și Academia imperială din Viena (1847)[1].
2. Denumire dată în Europa apuseană și la noi unor școli superioare în care se predau materii dintr-un anumit domeniu de specialitate.
3. Academie de artă, școală în care se predau cursuri publice de desen, pictură, sculptură etc.
4. Asociație a creatorilor de artă plastică, arhitecți, sculptori, pictori, desenatori și gravori.
5. Academie militară, instituție de învățământ militar superior și centru de activitate științifică militară.

### Academii de artă
Academiile de artă au apărut în Italia în timpul Renașterii, în Franța în secolul al XVII-lea, în Rusia în secolul al XVIII-lea și apoi în numeroase alte țări.
Academiile militare, care în unele state poartă denumirea de „școală (superioară) de război” sau „colegiu militar”, au început să ia ființă, în unele state din Europa, la începutul secolului al XIX-lea. În România, prima instituție de învățământ militar superior a fost înființată în 1889, sub denumirea de „Școala superioară de război”.
Academia Română este cea mai prestigioasă instituție de cultură a României.  Membrii acesteia, academicienii români, sunt aleși dintre cei mai reprezentativi oameni de cultură, artă și știință (mai ales români, dar și străini), care au adus contribuții esențiale la progresul națiunii române.